# Stigmella pallida
Stigmella pallida là một loài bướm đêm thuộc họ Nepticulidae. Nó được tìm thấy ở Ohio.
Sải cánh dài khoảng 3.8 mm.

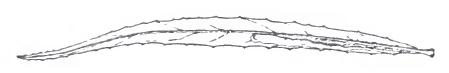
Mine

Ấu trùng ăn Salix species.Chúng ăn lá nơi chúng làm tổ. The mine is long và linear và located on the lower surface of the leaf. 